# Olidiana platyfasciata
Olidiana platyfasciata är en insektsart som beskrevs av Xu 2000. Olidiana platyfasciata ingår i släktet Olidiana och familjen dvärgstritar. Inga underarter finns listade i Catalogue of Life.